# Делла Вега, Тиагу
Тья́гу Де́лла Ве́га (порт.-браз. Tiago Della Vega; 14 марта 1984, Кашиас-ду-Сул) — бразильский гитарист.

## Биография
Тьягу учился играть на акустической гитаре с пяти лет, но вскоре понял, что его настоящая страсть это электрогитара. Тьягу Делла Вега занимался по много часов в день, для того чтобы достичь феноменальной скорости исполнения. Делла Вега играл с такими группами как After Dark и Fermatha.
В настоящее время он путешествует по всему миру и проводит семинары для гитаристов. Тьягу по сей день «удерживает» мировой рекорд, в книге рекордов Гиннесса, сыграв музыкальное произведение «Полёт шмеля» (автор — Римский-Корсаков), в темпе 320 ударов в минуту. Он играет на 7-струнной гитаре custom signature Andrellis у которой 24 лада, а также установлена механика Floyd Rose tremolo, the Andrellis TDV.
В 2011 году он установил новый мировой рекорд, сыграв «Полёт шмеля» в темпе 750 ударов в минуту.
В 2012 году Rolling Stone Brasil включил Тьягу свой список из 70 бразильских мастеров игры на гитаре.

## Дискография
- Hybrid (first solo CD — 2009)
- Advent of the Truth (with Fermatha — 2005)